# Квантунская область
Квантунская область (яп. 關東州, Kantō-shū, Канто: сю:, кит. трад. 關東州, упр. 关东州, пиньинь Guāndōngzhōu, палл. Гуаньдунчжоу, буквально: «восточнее Шаньхайгуаньского прохода») — историческая область в южной Маньчжурии на Квантунском полуострове в юго-западной оконечности Ляодунского полуострова.
Площадь с островами — 3168 км²

## Российское управление
Квантунская область была учреждена на основании именного Высочайшего указа Сенату от 16 августа 1899 года на территории, согласно русско-китайской конвенции 1898 года переданной Китаем в арендное пользование Российской империи на 25 лет без какой-либо платы в обмен на военно-политическую поддержку Россией Китая против японской агрессии. Население области на 1898 год — 250 тысяч жителей (76 % китайцев, 22 % маньчжур).
Главный город — военно-морской порт Порт-Артур, другие города — торговый порт Дальний, Бицзыво и старая китайская столица региона город Цзиньчжоу.
По Портсмутскому мирному договору 23 августа 1905 года аренда области отошла к Японии вместе с построенной Россией частью Южно-Маньчжурской железной дороги от Куаньчэнцзы до Порт-Артура и Дальнего со всеми сооружениями, военными верфями, арсеналами и укреплениями.

## Период японского управления
В составе Японской империи Квантунская область имела статус арендной территории (яп. 租借地). Для административного управления новоприобретённой территорией Япония учредила Квантунское губернаторство (яп. 関東都督府 Канто: токуфу). Губернатор области был подчинён премьер-министру и министру армии. После создания области Япония разместила там Квантунский гарнизон для защиты интересов Японии в районе Южно-Маньчжурской железной дороги (в 1919 году переименован в Квантунскую армию). Во время Первой мировой войны Япония выдвинула Китайской Республике т. н. «Двадцать одно требование», которые правительство Китайской республики было вынуждено принять; в результате срок аренды Квантунской области был продлён до 99 лет, то есть до 1997 года. После провозглашения в 1932 году Маньчжоу-го Япония формально отказалась от Квантунской области в пользу Маньчжоу-го, однако продолжала управлять ей по-прежнему, уплачивая арендную плату Синьцзину, а не Нанкину. В это же время местные жители получили подданство Маньчжоу-го. С 1934 года полномочия губернатора области были резко сокращены, и он был подчинён послу Японии в Маньчжоу-го. В 1937 году в состав Маньчжоу-го была передана Южно-Маньчжурская железная дорога.
Во время своего правления японцы провели в области ряд реформ, включая земельную и транспортную. В отличие от Кореи и Тайваня, местное население Квантунской области было уравнено в правах с японцами. Сегрегации в образовании не было на протяжении всего периода японской аренды; в школах преподавали китайский и японский языки в примерно равных долях. Никаких попыток ассимилировать местное население Япония не предпринимала.
Основными отраслями экономики в области были горнодобывающая (особенно угольная) промышленность и транспорт, а также сельское хозяйство (в особенности — производство растительного масла). Как и Корея, Квантунская область не приносила империи дохода. Дотации в область производили из бюджета, они составляли 4 млн иен в год.

## Период советского управления
После Второй мировой войны СССР возобновил аренду Квантунской области.
14 февраля 1950 года было заключено соглашение с Китаем о выводе советских войск из Порт-Артура и передаче сооружений в этом районе Китаю после подписания договора с Японией, но не позже конца 1952 года. 15 сентября 1952 года после обмена нотами между Китаем и СССР срок вывода советских войск был продлён до заключения мирных договоров между Китаем и Японией, и СССР и Японией. Вывод советских войск и передача территории под китайскую юрисдикцию завершены в мае 1955 года.

## Главные начальники
| Ф. И. О.                          | Титул, чин, звание             | Время замещения должности |
| --------------------------------- | ------------------------------ | ------------------------- |
| Алексеев Евгений Иванович         | генерал-адъютант, вице-адмирал | 16.08.1899 — 1905         |
| Осима Ёсимаса (大島義昌)          | барон, генерал                 | 10.10.1905 — 26.04.1912   |
| Фукусима Ясумаса (福島安正)       | генерал-лейтенант              | 26.04.1912 — 15.09.1914   |
| Накамура Акира (中村覚)           | генерал-лейтенант              | 15.09.1914 — 31.07.1917   |
| Накамура Юдзиро (中村雄次郎)      | генерал-лейтенант              | 31.07.1917 — 12.04.1919   |
| Хаяси Гонсукэ (林権助)            |                                | 12.04.1919 — 24.05.1920   |
| Ямагата Исабуро (山県伊三郎)      |                                | 24.05.1920 — 08.09.1922   |
| Идзюин Хикоити (伊集院彦吉)       |                                | 08.09.1922 — 19.09.1923   |
| Кодама Хидэо (児玉秀雄)           |                                | 26.09.1923 — 17.12.1927   |
| Киносита Кэндзиро (木下謙次郎)    |                                | 17.12.1927 — 17.08.1929   |
| Ота Масахиро (太田政弘)           |                                | 17.08.1929 — 16.01.1931   |
| Цукамото Сэйдзи (塚本清治)        |                                | 16.01.1931 — 01.1931      |
| Ямаока Манносукэ (山岡万之助)     |                                | 01.1931 — 08.08.1932      |
| Муто Нобуёси (武藤信義)           | генерал                        | 08.08.1932 — 28.07.1933   |
| Хисикари Такаси (菱刈隆)          | генерал                        | 28.07.1933 — 10.12.1934   |
| Минами Дзиро (南次郎)             | генерал                        | 10.12.1934 — 06.03.1936   |
| Уэда Кэнкити (植田謙吉)           | генерал                        | 06.03.1936 — 07.09.1939   |
| Умэдзу Ёсидзиро (梅津美治郎)      | генерал                        | 07.09.1939 — 18.07.1944   |
| Ямада Оцудзо (山田乙三)           | генерал                        | 18.07.1944 — 28.08.1945   |
| Людников Иван Ильич               | генерал-полковник              | 1945—1947                 |
| Белобородов Афанасий Павлантьевич | генерал-полковник              | 1947—1953                 |